# Шейх Джамал
«Шейх Джамал» — бангладешский футбольный клуб из района Дакки Дхамонди. Команда играет в Премьер-лиге Бангладеш, высшем футбольном дивизионе страны. Клуб назывался «Дхамонди» до 2010 года, когда изменилась форма управления клуба и было добавлено имя основателя, второго сына первого президента Бангладеш. «Шейх Джамал» является одним из самых популярных и успешных клубов страны. В 2017 году клуб имел около 16 000 подписчиков на Facebook. В сезоне 2010/11 команда вышла из второго дивизиона Лиги Дакки и сразу стала чемпионом Премьер-лиги Бангладеш.
Назван в честь шейха Джамала (1954—1975).

## Достижения

### Победитель
- Премьер-лига Бангладеш (3)

2010/11, 2013/14, 2015
- Кубок Федерации (3)

2011/12, 2013, 2015
- Золотой кубок Будха Субба

2002
- Кубок Покара

2011
- Кубок Короля Бутана

2014

### Финалист
- Кубок Федерации (2)

2010, 2012
- Кубок независимости (1)

2012/13
- Кубок вызова футбольной ассоциации Индии

2014

## Выступления в азиатских кубках
«Шейх Джамал» дважды квалифицировался в континентальные кубки.

### Кубок президента АФК 2012
Впервые клуб отобрался для участия в континентальных соревнованиях в 2012 году. Команда должна была участвовать в Кубке президента АФК, однако снялась с соревнований из-за беспокойства по поводу обеспечения безопасности проведения игр в Пакистане.

### Кубок АФК 2016
Победа в сезоне 2013/14 позволила клубу квалифицироваться в Кубок АФК 2016.
В квалификационном раунде команда попала в группу А вместе с клубами «Алга» из Киргизии и «Бенфика» из Макао. Шейх Джамал победил Бенфику со счетом 4:1, а также сыграл вничью с Киргизским клубом. Это позволило клубу из Бангладеш квалифицироваться в групповой раунд турнира, где он сыграл с филиппинским клубом Церес, а также Тампинс Роверс из Сингапура, и Селангор из Малайзии. Шейх Джамал занял последнее место в группе и выбыл из дальнейших соревнований.